# Slovenska mladinska književnost
Slovenska mladinska književnost je leposlovje v slovenščini, namenjeno otrokom in mladini.  

## Obdobja slovenske mladinske književnosti

### 1550–1850
V prvem, predliterarnem obdobju so imela nekatera besedila otroka kot naslovnika omenjenega v podnaslovu (Primož Trubar, 1550), Abecednik in Katekizem, 1550). V drugi izdaji Katekizma (1555) je Trubar dodal še poglavje Otrozhie molitue. Predliterarne začetke mladinske književnosti najdemo v 16. stoletju]] še v Kreljevi Otročji bibliji, 1566; Bohoričevi Otrozhi tabli, 1580 itd.), posebej pa v 17. stoletju]] oz. v času, ko se je otroštvo začelo upoštevati kot posebno obdobje v človekovem življenju. Te vrste knjig (biblija, abecedniki, katekizmi, pesmarice, postile) so služile vzgoji otrok, pa tudi razvijanju pismenosti odraslih. V času razsvetljenstva so nastali prevodi Christopha von Schmida, ki v naslovih in podnaslovih ne izražajo le naslovnika ali tematike, ampak tudi vzgojni namen. Opismenjevanje se je postopoma institucionaliziralo, izvajalo se je v cerkvah in nato v šolah. Knjige za odrasle so sčasoma postale mladinsko branje in so bile vključene v učne načrte za osnovno šolo. Šolstvo na Slovenskem se je začelo razvijati z reformami Marije Terezije in Jožefa II., po katerih je osnovna šola postala obvezna za vse otroke (Splošna šolska naredba, 1774). Šola je spodbudila nastajanje strokovnih knjig: učbenikov, beril, slovnic, spisovnikov ipd. 

### 1850–1900
Predvsem pesniki v tem času uveljavljajo kult otroštva, mladosti, spontanosti in čustev. Drugo obdobje zaznamuje začetek izdajanja časopisov Vedež (Časopis za šolsko mladost, 1848/50) in Vrtec (Časopis s podobami za slovensko mladost, 1871–1944/45), ki niso bili neposredno povezani s šolo in izobraževanjem, ampak tudi z zunajšolskimi interesi. Pri tem imajo pomembno vlogo tudi ilustracije (»podobe«), ki so jih vnašali najprej v poučne (Fran Erjavec), pozneje pa tudi v leposlovne sestavke in knjige za mlade. Predstavnika tega obdobja sta Fran Levstik (Otročje igre v pesencah, 2. zvezek Levstikovih zbrani spisov, 1891, 1880 v reviji Vrtec) in Josip Stritar. Knjižne ilustracije so postopoma nastajale že v reformaciji in baroku (Janez Vajkard Valvasor), vendar lahko o ilustriranih knjigah za otroke govorimo šele od leta 1911 naprej (Fran Milčinski, Pravljice, ilustratorja Gvido Birolla in Maksim Gaspari), o slikanicah za otroke pa šele od začetka 20. stoletja naprej (Ljudmila Prunk, Marica Gregorič Stepančič, Viktor Cotič, Pravljice, 1913; Leopold Paljk, Milko Bambič, Kolački, 1926; Anica Černej, Edo Derčaj, Življenje hudobne kavke Katke, 1932; France Bevk, Ksenija Prunk, Tovariša: povest za mladino, 1934 itd.).

### 1900–1950
Tretje obdobje se začne z nastopom Otona Župančiča (Pisanice: pesmi za mlade, 1900; Lahkih nog naokrog, 1912; Sto ugank – tristo zadrg, tristo zank, 1915; Ciciban in še kaj, 1915). Župančič se je uveljavil kot avtor, ki je ustvarjal brez eksplicitnega didaktično-izobraževalnega namena. Istočasno se je z mladinsko poezijo ukvarjala tudi Anica Černej, 1900–1944 (Metulji, Za srečne in žalostne dni, Dedek Miha).

### 1950–1980
Po letu 1950 je nastopil val internacionalizacije mladinske književnosti, prevodov del Paula Hazarda, Bettine Hürlimann in mednarodnih stikov. Gibanje je pospešilo razvoj slovenske mladinske književnosti. V tem obdobju je prišlo do izrazitega razvoja avtorskih poetik in prehoda od socialnega realizma k fantastični pripovedi, premika od ruralnega k urbanemu in do tematskih sprememb, ki so bile najprej zaznamovane s koncem druge svetovne vojne, nato pa z družbenimi spremembami ob koncu 20. stoletja. Razvoj mladinskega leposlovja so z raznimi projekti posredno spodbujale različne ustanove in revije, na primer založba Mladinska knjiga (nagrada Izvirna slovenska slikanica), revija Ciciban, Pionirska knjižnica (Center za mladinsko književnost in mladinsko knjižničarstvo - dejavnosti Moja najljubša knjiga, 1998; Slovenski knjižni kviz, 1998 itd.), Bralna značka Slovenije, revija Otrok in knjiga. Mladinska književnost se je širila tudi prek knjižnih zbirk za različne skupine mladih naslovnikov (npr. Cicibanova knjižnica, 1949; Pionirska knjižnica, 1950; Čebelica, 1953; Najdihojca, 1958; Velike slikanice, 1967; Mala slikanica, 1974; Zlata slikanica, 1975; Pedenjped, 1977; Levi devžej, 1971; Knjižnica Sinjega galeba, 1952; Kresnice, 1985; Cicibanov vrtiljak, 1987; Kartonke, 1987; Svetlanovčki, 1995 itd.). Od leta 1949 podeljujejo Levstikovo nagrado založbe Mladinska knjiga za dosežke na področju mladinske književnosti. Svojo pomembno vlogo pri slovenski mladinski književnosti imata tudi reviji Pastirček in Galeb, ki sicer izhajata v zamejstvu (v Gorici in v Trstu), a sta nastali za širjenje slovenskega jezika in kulture med mladimi Slovenci. K uveljavljanju mladinske književnosti so prispevali tudi ilustratorji in avtorji, ki so sodelovali na pomembnih mednarodnih razstavah.

### 1980–2010
V tem obdobju so značilni problemska tematika, dvojni naslovnik, pluralizem in zunajliterarni dejavniki: potrošništvo, večpredstavnost. Razširile so se nagrade na področju mladinskega leposlovja: Srečanja mladinskih pisateljev (1997) in nagrada večernica za najboljše izvirno leposlovno mladinsko delo (1997); ustanovljena je bila Sekcija za mladinsko književnost pri Društvu slovenskih pisateljev in nagrada desetnica za izvirno slovensko mladinsko delo (2004). Prav tako so bili ustanovljeni Slovenska sekcija za IBBY (angleško International Board on Books for Young People, 1992), Smrekarjeva nagrada (1993) in nagrada izvirna slovenska slikanica (2004). K razvoju slovenske mladinske književnosti so poleg Mladinske knjige prispevale tudi EPTA, Didakta, Grlica, Kres, Karantanija, Miš, OKC, Prešernova družba, Smar-Team. 
Pionirska knjižnica v Ljubljani kot ena osrednjih institucij na področju promocije mladinske književnosti že dolga leta organizira Slovenski knjižni kviz, zbira informacije o literarnih nagradah v slovenskem in svetovnem prostoru, organizira in koordinira dejavnosti v zvezi z akcijo Moja najljubša knjiga, informira o novostih, prireditvah za otroke in odrasle. Od leta 1990 nastaja priporočilni seznam knjig. Slovenski avtorji, ilustratorji in prevajalci si prizadevajo za nominacije za častno listo IBBY (1992) in Andersenovo nagrado. Med izjemnimi prevajalci so Dušan Ogrizek, Vasja Cerar, Jakob J. Kenda. 

#### Pluralizem po letu 1990
K pluralizmu po letu 1990 sodijo tudi komercializem in razvoj sodobnega založništva knjig za otroke, ki se (komercialno) ukvarjajo s primarno mladinsko književnostjo, npr. Aristej, Didakta, EPTA (založba najlepših slikanic z razvejano dejavnostjo najlepše slikanice, projektom Knjigobube, izdajanjem strokovnih knjig o branju, idr.), Karantanija, Kres, Prešernova družba idr., ter ustanavljanje spletnih strani, npr.  (knjiga meseca; moja najljubša knjiga ter pesniki in pisateljice; slovenski ilustratorji). Ustanovljene so bile nove komercialne revije za otroke: Petka: List za radovedne (Ljubljana, 1993), Zmajček (Domžale, 1994), Polžek: Revija za punčke in fantke (Dob pri Domžalah, 1998/99), Medvedek Pu: Za najmlajše (Ljubljana, 1999); Pikapolonica: Revija za radovedne, ustvarjalne in igrive otroke (Ljubljana, 1999), Telebajski: Revija za otroke (Ljubljana, 2001), Trobentica: Za vedoželjne in igrive (Ljubljana, Prešernova družba, 2001), Zvonček: Revija z glasbeno prilogo za otroke (Kranj, 2002), Bim-bam: Revija za otroke z računalniško in avdio zgoščenko (Maribor, 2003), Bučka: Revija za otroke z avdio zgoščenko (Maribor, 2004) idr.
Mladinsko literaturo spremlja literarnozgodovinski in literarnoteoretični aparat. Pomembna je tudi mreža knjižnic (splošno-izobraževalne in šolske knjižnice (bibliopedagoške oblike dela, igralne ure s knjigo in pravljične ure), znanstveno-strokovne revije (Otrok in knjiga), znanstveno-strokovna srečanja (Otrok in knjiga]], Oko besede ...), revije za otroke oz. mlade bralce (Ciciban: Revija za  najmlajše (1945), Cicido: Revija za predšolske otroke (1998), s prilogo Ciciban za starše: Brezplačna priloga revij Ciciban in Cicido (1998), Kurirček (1960–1991), ki se je pozneje preimenoval v Kekec: Literarna revija za učence osnovnih šol (1991). V tem času je Mladinska knjiga izgubila založniški monopol. Izdajajo se slikaniške oblike knjig (slikanice, leporelo, tipanke, postavljanke, igralne knjige). Sprotno ocenjevanje literarne produkcije (domače in tuje) v časopisu Delo recenzira Barbara Hanuš. Tilka Jamnik s knjižničnega stališča analizira s/tanje na področju izdajanja knjig (domačih in tujih). 
Bibliopedagoško gibanje Bralna značka Slovenije je bilo ustanovljeno po češkem zgledu, sprožila sta ga pisatelj Leopold Suhodolčan, takratni ravnatelj na OŠ Prevalje, in profesor slovenščine Stanko Kotnik leta 1960 kot Prežihovo bralno značko v Kotljah na Koroškem. Bralna značka Slovenije več kot 40 let spodbujalo mlade k branju kot vseživljenjski vrednosti. Od 60. let ure pravljic oživljajo pripovedovanje, ki je v tujini izredno razvejana in cenjena dejavnost.

## Mladinska književnost na univerzah
Mladinska književnost se poučuje na štirih univerzah: Univerzi v Ljubljani (na Filozofski in Pedagoški fakulteti), Univerzi v Mariboru (na Pedagoški fakulteti in na Filozofski fakulteti) ter Univerzi na Primorskem (na Pedagoški fakulteti). 
Mladinsko književnost kot predmet literarne vede je v 60. in 70. letih 20. stoletja na Pedagoški akademiji v Ljubljani prva poučevala Martina Šircelj, nekdanja ravnateljica Pionirske knjižnice v Ljubljani. Njena bibliografija temelji na knjižnični vzgoji, ki jo je avtorica nadgradila z raznimi teoretičnimi spoznanji. Knjigo Ura pravljic (1972), ki jo študenti uporabljajo še danes, je Martina Šircelj napisala skupaj z Marjano Kobe in Alenko Gerlovič. Mladinsko književnost kot del književnosti za odrasle je na Pedagoški akademiji v Ljubljani nekaj časa poučeval tudi Janez Rotar (Povednost in vrsta: Pravljice, balade in povesti, 1976). Marjana Kobe, ki si je prva za temo doktorata izbrala mladinsko književnost (Pogledi na mladinsko književnost, 1987). V nadaljnjem znanstvenoraziskovalnem in strokovnopedagoškem delu je kot nekdanja pravljičarka. V letih 1979–1998 je predavala o mladinski književnosti na Pedagoški akademiji oz. poznejši Pedagoški fakulteti v Ljubljani. 
Predmeti s področja mladinske književnosti so se uvajali tudi na Univerzi v Ljubljani, kasneje na Univerzi v Mariboru, zadnja leta pa tudi na Univerzi na Primorskem. Na Filozofski fakulteti v Ljubljani so v študijskem letu 1987/88 uvedli predmet Mladinska književnost. Predavala ga je Helga Glušič, ki je pisala članke (Oblikovne značilnosti slovenske mladinske proze, 1993, o mladinskem pisatelju Mirku Kunčiču, 1995), spodbujala magistrante in doktorande (Barbaro Hanuš, Igorja Saksido, Dragico Haramija) ter s tem pripomogla k uveljavitvi druge generacije znanstvenikov s področja mladinske književnosti. 
Z angleško mladinsko književnostjo se na Filozofski fakulteti v Ljubljani ukvarjajo Veronika Rot, Lilijana Burcar, Barbara Simoniti, z ameriško književnostjo Darja Mazi Leskovar, z nemško Neva Šlibar, Saša Jazbec, Vesna Kondrič Horvat, z branjem Meta Grosman, Sonja Pečjak in Nataša Bucik, s popularizacijo branja Manca Košir. Gaja Kos v reviji Literatura objavlja članke in recenzije s področja mladinske književnosti. Sekcija za mladinsko književnost pri Društvu slovenskih pisateljev je izdala Antologijo sodobne slovenske proze (2007), s predgovoroma Igorja Sakside o poeziji in Dragice Haramija o prozi, ki sta nujna za razumevanje konteksta slovenske mladinske književnosti, namenjene tujemu naslovniku. Antologiji Geniji (2006) in Geniji 2 (2007) sta antologiji sodobne slovenske mladinske kratke proze.
Slovenska mladinska književnost je postala predmet literarne vede 150 let po svojem nastanku in 50 let po ustanovitvi univerze.

## Književnost za odrasle in mladinska književnost – asimetrična razmerja
Mladinska književnost se v literarni vedi in književnosti za odrasle obravnava marginalno zaradi mnenja, da otroška/mladinska književnost ni nekaj resnega. K takšnemu mnenju je pripomogel literarni znanstvenik Janko Kos s Pregledom slovenskega slovstva, v katerem je diskriminatorno obravnaval mladinsko literaturo. Pri navajanju bibliografije sodobnih slovenskih mladinskih avtoric je tako v izdaji leta 1989 kakor v izdaji leta 2002 končal naštevanje pri letu 1975. 
Poseben primer so literarnozgodovinski pregledi za osnovne šole, ki naj bi bili v prvi vrsti namenjeni mlademu naslovniku. Pregled slovenskega slovstva Gregorja Kocijana je vplival na književni pouk v osemletni osnovni šoli. V pregledu z naslovom Slovensko slovstvo skozi stoletja (1992) med sedeminštiridesetimi avtorji omeni le dve avtorici (Zofka Kveder in Mira Mihelič). V dodatku k pregledu slovenskega slovstva je preglednica z naslovom Mladinsko slovstvo, torej seznam avtorjev in naslovov njihovih del z nekaterimi črno-belimi ilustracijami. 
Z novim Učnim načrtom za slovenščino iz leta 1998 je mladinska književnost postala osrednji predmet književnega pouka v prvem in drugem triletju. V tretjemu triletju je eden od ciljev tudi prehod od mladinske k nemladinski književnosti. Nemladinska književnost je v 9. razredu devetletke že predpriprava na način poučevanja književnosti v srednjih šolah, kar je tudi potrdil osnutek Učnega načrta za slovenščino (2007).

## Institucionalizacija mladinske književnosti v Sloveniji
Po 2. svetovni vojni je založba Mladinska knjiga (1945) začela načrtno spodbujati izdajanje in promoviranje izvirne slovenske mladinske književnosti oz. slikanic in ima posebne knjižne zbirke za različne skupine mladih naslovnikov (npr. 1949 Cicibanova knjižnica, 1950 Pionirska knjižnica, 1953 Čebelica, 1958 Najdihojca, 1967 Velike slikanice, 1974 Mala slikanica, 1975 Zlata slikanica, 1977 Pedenjped, 1971 Levi devžej, 1952 Knjižnica Sinjega galeba, 1985 Kresnice, 1987 Cicibanov vrtiljak, 1987 Kartonke, 1995 Svetlanovčki). 
Kazimir Humar je napisal knjigo Slovensko mladinsko slovstvo v dveh izdajah (1950, 1955). Prvi del je v obeh izdajah posvečen otroški pesmi, drugi del pa t. i. umetnemu mladinskemu slovstvu (Urban Jarnik, Matevž Ravnikar, Anton Martin Slomšek, France Jeriša, Ivan Navratil, Fran Levstik, Josip Stritar, Dragotin Kette, Oton Župančič, Franc Ksaver Meško, Fran Milčinski in Engelbert Gangl). Tretji del obeh izdaj je posvečen slovenskim mladinskim časopisom. S problemi mladinske književnosti se ukvarjajo tudi skripta Otroška književnost (1980) Boruta Stražarja, ki jih je oblikoval kot gradivo za vzgojiteljice pripravnice.
Spremljanje slovenske mladinske književnosti sta po letu 1960 nadgradili Marjana Kobe s člankom Delo z mladim bralcem (1968) in Alenka Glazer s člankom »Delež leposlovja v slovenskih mladinskih listih« (1969). Spremljanje ilustracije za mladinsko književnost in pomen likovne vzgoje je od 80. let nadaljevala Maruša Avguštin, po letu 2000 Tanja Mastnak. V okviru Društva bibliotekarjev Slovenije so strokovnjaki leta 1979 razmišljali o vlogi bibliotekarstva v vzgojno-izobraževalnem procesu oz. oblikovali zgodovino slovenske mladinske književnosti od začetkov do leta 1945. 
Mladinsko književnost kot del književnosti za odrasle je krajši čas poučeval na Pedagoški akademiji v Ljubljani Janez Rotar (Povednost in vrsta: pravljice, balade in povesti, 1976). Predmeti oz. predmetna področja mladinske književnosti se poučujejo na Univerzi v Ljubljani, Univerzi v Mariboru, v novejšem času tudi na Univerzi na Primorskem. Helga Glušič, predavateljica za sodobno slovensko književnost na Filozofski fakulteti v Ljubljani, je napisala nekaj člankov s področja slovenske mladinske književnosti (npr. Oblikovne značilnosti slovenske mladinske proze, 1993; o mladinskem pisatelju Mirku Kunčiču, 1995).
Miran Hladnik je o slovenski mladinski književnosti 19. stoletja pisal v članku Mladini in prostemu narodu v poduk in zabavo (1982), uredil knjigi Izbrana mladinska beseda 1 in 2 Josipa Vandota in pisal o mladinskem romanu Gustava Šiliha Beli dvor  (1997). Leta 1984 je Jože Pogačnik v srbohrvaščini napisal knjigo Slovenačka dječja književnost, Berta Golob pa je v knjigi Do zvezd in nazaj (1995) slovensko mladinsko književnost spremljala skozi pogovore z mladinskimi pisatelji, ki jih je pripravljala od leta 1951 do 1994. Tilka Jamnik je v 90. letih napisala številne knjige o knjižni vzgoji otrok v predšolskem in začetnem šolskem obdobju s stališča knjižne in knjižnične vzgoje.

## Vloga Pionirske knjižnice
Pionirska knjižnica (1948) je pomembna zaradi sistematičnega razvijanja knjižnih in književnih interesov mladih bralcev in z vsemi bibliopedagoškimi dejavnostmi (razstave, pogovori o knjigah in z avtorji, pravljične in igralne ure ipd.). Kot osrednja inštitucija že dolga leta organizira Slovenski knjižni kviz. Študijski oddelek skrbi za strokovno literaturo in arhiv slovenskih mladinskih knjig ter periodike (1961). Publikacija o vseh izdanih knjigah v preteklem letu je v obliki k-knjige (kodeks knjige) in e-knjige (elektronske knjige) (priporočilne sezname od leta 1999, 2000, 2001) na internetu.

## Literarnoznanstveno spremljanje mladinske književnosti v Sloveniji
Začelo se je po letu 1950 na bolj sistematičen način in s člankih v zvezi z branjem, bralnimi interesi, promocijo branja, knjižnicami (Alenka Glazer, Martina Šircelj, Marjana Kobe) in članki o likovni vzgoji in pomenu ilustracij Alenke Gerlovič (1945, 1950 in 1960). Delo sta nadaljevali Alenka Glazer po letu 1960 v članku Delež leposlovja v slovenskih mladinskih listih in Martin Šircelj v Knjižnici (reviji za knjižnice), potem leta 1968 v članku Delo z mladimi bralcem. Alenka Glazer je napisala zgodovinski oris z naslovom Zgodovina slovenske mladinske književnosti od začetkov do leta 1945 je izšel leta 1983. Pozneje je zgodovinske orise razširila s sodelovanjem Janka Čara in Brede Požar (1984). Klasična monografija iz leta 1972 je knjiga Ura pravljic. Monografijo z naslovom Pregled mladinskih književnosti jugoslovanskih narodov (1945–1968) je v francoščini kot doktorsko disertacijo objavila Zlata Pirnat Cognard, kjer je obsežno poglavje posvetila slovenski mladinski književnosti. Monografijo je v slovenščino prevedla Barbara Šega Čeh. 
V prvi znanstveni monografiji s področja mladinske književnosti, kjer je literarnoteoretično analizirano področje (Pogledi na mladinsko književnost, 1987), sta upoštevani dve temeljni teoriji tistega časa. Prva je teorija švicarskega znanstvenega folklorista Maxa Luthija o značilnostih pravljice in druga sodobna teorija o značilnostih fantastične pripovedi priznanega švedskega znanstvenika in prvega doktorja s področja mladinske književnosti na Švedskem Goteja Klingberga (1964). Marjana Kobe je nadaljevala spremljanje modela sodobne pravljice. Literarnozgodovinski pregled Slovenska mladinska književnost in ilustracija sta v sklopu Slovenske sekcije IBBY objavili Marjana Kobe in Maruša Avguštin. 
V 90. letih je doktorirala Metka Kordigel (Recepcija slovenske znanstvenofantastične literature, 1991), ki se je uveljavila kot strokovnjakinja s področja didaktike mladinske književnosti in njene recepcije. Pomembni doktoranti so še: Igor Saksida (Umeščenost mladinske dramatike v slovensko književnost, 1995), Vida Medved Udovič (Literarna recepcija v osnovni šoli s posebnim poudarkom na mladinski dramatiki, 1998), Dragica Haramija (Slovenska realistična avanturistična mladinska proza, 1999) in Milena Mileva Blažić (Vloga in pomen ustvarjalnega pisanja pri pouku književnosti v osnovni šoli, 2001). Odmeven je bil tudi magisterij s perečo tematiko Darje Lavrenčič (Tabuji v slovenski mladinski prozi, 2000).

## Pomen ilustracij
Vloga ilustracij v slovenski mladinski književnosti (izvirni in prevedeni) je velika. Najpomembnejši ilustratorji starejše generacije so: Marlenka Stupica, Ančka Gošnik Godec, Marjanca Jemec Božič in Jelka Reichman. Srednjo generacijo predstavljajo: Matjaž Schmidt, Jelka Godec Schmidt, Alenka Sottler, Kostja Gatnik, Kamila Volčanšek, Marija Lucija Stupica, Marjan Manček, Mojca Cerjak, Zvonko Čoh, Lilijana Praprotnik Zupančič - Lila Prap. Ilustratorji mlajše generacije pa so: Mojca Osojnik, Vesna Benedetič idr. S spremljanjem slovenskih ilustracij in vlogo ilustracij v slikanicah se strokovno ukvarja Maruša Avguštin. Leta 1996 je izšla strokovna monografija z naslovom Slovenska mladinska književnost in ilustracija.

## Nagrade za mladinsko književnost
So pomemben segment za strokovno spremljanje in ocenjevanje mladinske književnosti. Najpomembnejše so: Levstikova nagrada založbe Mladinska knjiga (1949), nagrada Večera večernica (1997), knjižnična 'nagrada' Moja najljubša knjiga, stanovska nagrada Društva slovenskih pisateljev desetnica (2004) in nagrada za izvirno slovensko slikanico (2004). Moja najljubša knjiga je razvejana dejavnost splošnih in šolskih knjižnic v smislu bibliopedagoških dejavnosti. Nagrado izbirajo mladi bralci od leta 1998. Nastala je na osnovi razstave knjig z istim naslovom in pogovorov o knjigah v dveh kategorijah: najljubša mladinska knjiga slovenskega avtorja in prevedena knjiga.

## Uveljavitev mladinske književnosti
Mladinska književnost ima samostojno geslo v Enciklopediji Slovenije (napisala Marjana Kobe). Tam je tudi kratko geslo o slikanicah (Marjana Kobe in Maruše Avguštin), mladinskih revijah ipd. Leta 2001 je v monografiji Slovenska književnost III (urednik Jože Pogačnik) Igor Saksida področje literarnorecepcijsko definiral, podal historičen pregled po generacijah in mladinsko književnost literarnoteoretično opredelil.

## Slovenska mladinska književnost na internetu
Slovenska mladinska književnost se je začela seliti na internet po letu 1990. Številni dostopi utrjujejo prepričanje, da je postavljanje na splet koristno. Pod pojmom mladinska književnost najdemo študijske programe na univerzah v Sloveniji. Župca.net je prva spletna stran za mladinske avtorje, objavljene so znanstvene razprave in diplomske naloge o slovenski mladinski književnosti in nekatere revije, npr. Ciciban, Cicido. V zadnjih letih so se zelo razširile tudi spletne knjigarne, npr. spletna knjigarna Mladinske knjige Emka.